# Референдум в Лихтенштейне (1980)
Двойной референдум в Лихтенштейне по строительству Дома искусств и конференц-центра при нём проходил 7 сентября 1980 года. Строительство Дома искусств было одобрено 50,4 % голосов, тогда как строительство Конференц-центра было отвергнуто 52,9 % голосов избирателей.

## Контекст
Референдум о строительстве культурного центра. Это был факультативный референдум народного происхождения по бюджетному вопросу в контексте Статьи № 66 Конституции. Бюджет в размере 17,4 швейцарских франков на строительство был единогласно выделен Ландтагом 29 апреля 1980 года и стал предметом запроса на голосование после сборта как минимум 600 подписчиков.
Второй референдум о строительстве конференц-центра при планируемом культурном центре. Это также был факультативный референдум народного происхождения: согласно Статье № 66 Конституции. Бюджет в размере 3,1 швейцарских франков на строительство был единогласно выделен Ландтагом 29 апреля 1980 года и стал предметом запроса на голосование после сборта как минимум 600 подписчиков.

## Результаты

### Дом искусств
| Выбор                               | Голоса | %    |
| ----------------------------------- | ------ | ---- |
| За                                  | 1 864  | 50,4 |
| Против                              | 1 838  | 49,6 |
| Недействительных/пустых бюллетеней  | 132    | -    |
| Всего                               | 3 834  | 100  |
| Зарегистрированных избирателей/Явка | 5 067  | 75,7 |
| Источник: Démocratie Directe        |        |      |

### Национальный Конференц-центр
| Выбор                               | Голоса | %    |
| ----------------------------------- | ------ | ---- |
| За                                  | 1 737  | 47,1 |
| Против                              | 1 952  | 52,9 |
| Недействительных/пустых бюллетеней  | 145    | -    |
| Всего                               | 3 834  | 100  |
| Зарегистрированных избирателей/Явка | 4 717  | 75,7 |
| Источник: Démocratie Directe        |        |      |